# Huis Plantagenet
Het Huis Plantagenet of Plantagenêt was een dynastie afkomstig uit het zuiden van het huidige Frankrijk, die vanaf 1154 door middel van oorlogsvoering en strategische huwelijken de heerschappij kreeg over de grondgebieden van het koninkrijk Engeland en daar tot 1485 regeerde. De familie veroverde ook Wales en Ierland en bestuurde daarnaast op regionaal niveau ook grote grondgebieden gelegen binnen het toenmalige koninkrijk Frankrijk: Normandië, Aquitanië, Maine, Anjou, Touraine, Gascogne en Saintonge. Het recht van bezit over deze gebieden ging verloren in de Honderdjarige Oorlog met de Franse koning; in 1453 was alleen Calais nog in handen van het geslacht.
De naam Plantagenet werd aanvankelijk door de koningen zelf niet gebruikt. De eerste die de naam voerde was Richard van York, de vader van de koningen Eduard IV en Richard III. Vanaf ca. 1448 voerde hij deze geslachtsnaam. De naam is afgeleid van Planta genesta, de Latijnse benaming voor brem. Het was de bijnaam van Godfried V van Anjou, de stamvader van het geslacht, die de gewoonte had een bremtakje op zijn helm te dragen.

## Geschiedenis van het bestuur
De Plantagenets stamden af van een Frans adellijk geslacht, het huis Anjou, dat generaties lang regionaal heerser was van dat grondgebied. Godfried V, graaf van Anjou, was de stamvader van het geslacht. Het lukte zijn ouders een huwelijksovereenkomst voor hem te sluiten met Mathilde, oudste dochter en erfgename van koning Hendrik I van Engeland. Na Hendriks dood in 1135 ging de erfenis echter over op diens neef Stefanus van Blois, die tot koning van Engeland werd gekroond, een vertrouweling afkomstig uit Frankrijk, getrouwd met Adela van Engeland, de dochter van Willem de Veroveraar. Hij stond in bijzondere gunst bij zijn oom. Dit leidde tot een burgeroorlog die de Anarchie wordt genoemd. Mathilde viel in 1139 Engeland binnen en versloeg Stefanus in 1141. Stefanus werd door haar gedwongen om Hendrik, de zoon van Mathilde en Godfried, als zijn erfgenaam aan te wijzen. Zo kwam na Stefanus' dood in 1154, Hendrik op de troon van Engeland als Hendrik II, de eerste koning van Engeland uit het huis Plantagenet. 
Hendrik II en zijn zonen Richard Leeuwenhart en Jan zonder Land concentreerden hun energie vooral op hun uitgebreide bezittingen in Frankrijk: Anjou, Maine, Touraine en Normandië. Later kwam daar ook het strategisch gunstig gelegen Aquitanië bij, door een strategisch huwelijk van Hendrik II met Eleonora van Aquitanië. Vanaf 1204 verloor Jan zonder Land al die bezittingen in de Frans-Engelse Oorlog, waardoor de dynastie voornamelijk nog over Engelse grondgebieden heerste.

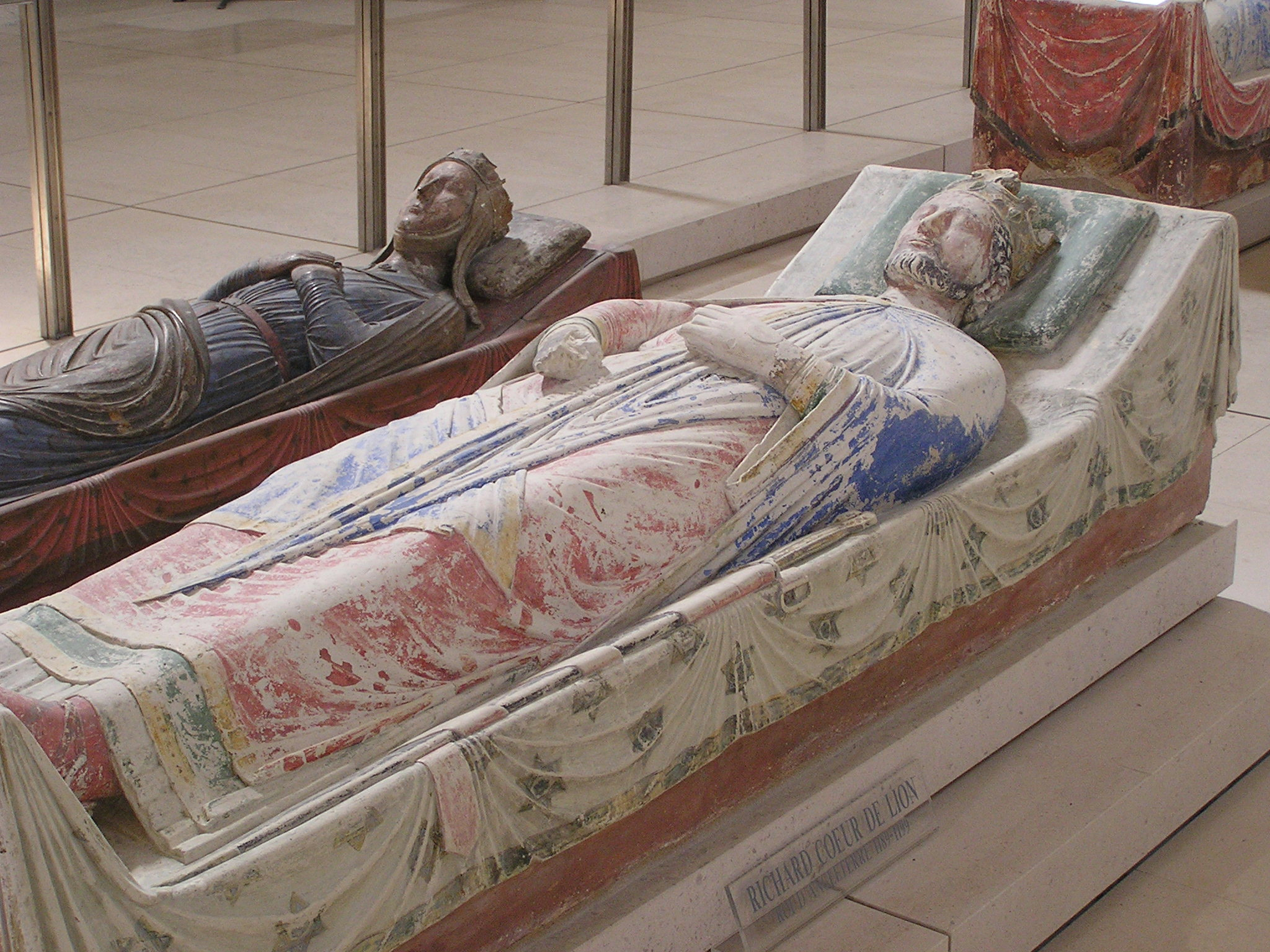
Graftombe van Richard I Leeuwenhart en zijn schoonzuster, de vrouw van Jan zonder Land (Isabella van Angoulême) in de abdij van Fontevraud.

In de 15e eeuw viel het huis Plantagenet uiteen in twee zijlinies, het Huis York en het Huis Lancaster, die elkaar de Engelse troon betwistten tijdens de Rozenoorlogen. Deze Rozenoorlogen eindigden in 1485 met het aantreden van de eerste vorst uit het Huis Tudor, Hendrik VII. Hiermee kwam een einde aan de dynastie van de Plantagenets. Hendrik VII stamde echter van moederszijde af van Jan van Gent, de vierde zoon van Eduard III; hij zette dus het geslacht van de Plantagenets indirect voort.
De Plantagenets werden door de Tudors als een bedreiging gevreesd. De laatste directe mannelijke afstammeling van de Plantagenets, Eduard Plantagenet, werd daarom in 1499 geëxecuteerd door Hendrik VII. Zijn zuster Margaretha Pole werd in 1541 door Hendrik VIII ter dood gebracht. Hiermee stierf de lijn van de Plantagenets in de directe lijn uit.

## Koningen van Engeland
- 1154 – 1189: Hendrik II
- 1189 – 1199: Richard I Leeuwenhart
- 1199 – 1216: Jan zonder Land
- 1216 – 1272: Hendrik III
- 1272 – 1307: Eduard I
- 1307 – 1327: Eduard II
- 1327 – 1377: Eduard III
- 1377 – 1399: Richard II

### Zijlinie Lancaster (1399-1471)
- 1399 – 1413: Hendrik IV Bolingbroke
- 1413 – 1422: Hendrik V
- 1422 – 1471: Hendrik VI

### Zijlinie York (1461-1485)
- 1461 – 1483: Eduard IV
- 1483: Eduard V
- 1483 – 1485: Richard III